# Linia kolejowa nr 813
Linia kolejowa nr 813 – pierwszorzędna, jednotorowa, zelektryfikowana linia kolejowa łącząca rejon Kp1 na stacji Kępno z rozjazdem 5. na stacji Hanulin.
Linia stanowi łącznicę między linią kolejową Herby Nowe – Oleśnica a linią kolejową Kluczbork – Poznań Główny i umożliwia przejazd pociągów z kierunku Wielunia w stronę Ostrowa Wielkopolskiego bez przejeżdżania przez stację Kępno.